# Vesle Galdhøpiggen
Vesle Galdhøpiggen eller Lille Galdhøpiggen (2.369 moh.), også kaldt Veslepiggen ligger i Lom kommune i Oppland fylke i Norge. Vesle Galdhøpiggen regnes som Norges sjettehøjeste bjergtop (når Styggedalstindane regnes som én top). Vesle Galdhøpiggen ligger i den østlige del af Jotunheimen ca. 600 m nord-nordvest for Galdhøpiggen.